# Mary-Louise Parker
Mary-Louise Parker (født 2. august 1964) er en amerikansk skuespiller som er kendt for hendes hovedrolle som Nancy Botwin i Showtime's tv-serie "Weeds" for hvilken hun har modtaget flere nomineringer og en Golden Globe Award som Bedste Skuespillerinde i 2006.
Parker har været med i film og serier som RED, Stegte grønne tomater, "Boys on the Side", The West Wing, and Angels in America, for hvilken hun modtog en Golden Globe og en Emmy Award for Bedste Kvindelige Birolle. Parker har også modtaget en Tony Award for Bedste Skuespillerinde i 2001 for Broadway teaterstykket Proof.